# Lijst van beelden in Zandvoort
Dit is een (onvolledige) chronologische lijst van beelden in Zandvoort. Onder een beeld wordt hier verstaan elk driedimensionaal kunstwerk in de openbare ruimte van de Nederlandse gemeente Zandvoort, waarbij beeld wordt gebruikt als verzamelbegrip voor sculpturen, standbeelden, installaties, gedenktekens en overige beeldhouwwerken.
Voor een volledig overzicht van de beschikbare afbeeldingen zie: Beelden in Zandvoort op Wikimedia Commons.

## Zandvoort
| Geplaatst | Omschrijving                  | Kunstenaar              | Straat | Plaats             | Materiaal             | Afbeelding |
| --------- | ----------------------------- | ----------------------- | --- | ------------------ | --------------------- | ---------- |
| 1959      | Suzanna                       | Gooitzen de Jong        | Sophiaweg, plantsoen                                                                                       | Zandvoort          |                       |            |
| 1964      | Moeder en kind                | Charlotte van Pallandt  | Moolenstraat, plantsoen                                                                                    | Zandvoort          | Natuursteen           |            |
| 1964      | Springende meisjes            | Nel Klaassen            | Kromboomsveld                                                                                              | Zandvoort          |                       |            |
| 1964      | Visserman                     | Christina Put-Nijland   | Vinkenstraat, plantsoen                                                                                    | Zandvoort          |                       |            |
| 1964      | Wasvrouw                      | Wilfried Put            | Leeuwerikkenstraat, plantsoen                                                                              | Zandvoort          |                       |            |
| 1965      | Moeder met Kind               | Aal Koning-de Jong      | Fazantenstraat, plantsoen                                                                                  | Zandvoort          |                       |            |
| 1965      | Twee Provincialen             | Loekie Metz             | Patrijzenstraat, plantsoen                                                                                 | Zandvoort          |                       |            |
| 1966      | Zonnebaadster                 | Jan van Luijn           | Boulevard Favauge/ Strandweg                                                                               | Zandvoort          | Brons                 |            |
| 1967      | Gezin                         | Hans Bayens             | Raadhuisplein                                                                                              | Zandvoort          |                       |            |
| 1967      | Startende schaatser           | Kees Verkade            | Zandvoortselaan 19 A                                                                                       | Zandvoort          |                       |            |
| 1970      | Oude man op bank              | Kees Verkade            | Burg. Fenemaplein                                                                                          | Zandvoort          |                       |            |
| 1972      | Arendje van der Mije          | Bep Sturm-van den Bergh | Gasthuisplein                                                                                              | Zandvoort          |                       |            |
| 1972      | Floris Molenaar dorpsomroeper | Bep Sturm-van den Bergh | Gasthuisplein                                                                                              | Zandvoort          |                       |            |
| 1973      | Zeemeermin met kind           | Nel Klaassen            | Heijermansweg 73                                                                                           | Zandvoort          |                       |            |
| 1975      | Meisje op skippybal           | Kees Verkade            | Van Lennepweg, rotonde                                                                                     | Zandvoort          |                       |            |
| 1976      | Arie Kerkman                  |                         | Lijsterstraat, hal flat                                                                                    | Zandvoort          |                       |            |
| 1976      | Ina Boudier Bakker            | Nel Bakema              | Prinsesseweg, binnen                                                                                       | Zandvoort          |                       |            |
| 1978      | Tetraëder                     | Erik van Spronsen       | Prinsesseweg, ingang                                                                                       | Zandvoort          |                       |            |
| 1981      | 100 jaar spoorlijn            |                         | Stationsplein                                                                                              | Zandvoort          |                       |            |
| 1989      | Gedenkmonument synagoge       | Ton Lavertu             | Tollenstraat 67, Algemene Begraafplaats (Voorheen: Van Heemskerckstraat / Doctor Johannus G. Mezgerstraat) | Zandvoort          | Natuursteen           |            |
| 1993      | Le ciel enfanti               | Kees Verkade            | Nijhofstraat, bij vijver                                                                                   | Zandvoort          |                       |            |
| 1997      | Opvliegende meeuwen           | Victor van Boven        | Swaluestraat, hal                                                                                          | Zandvoort          |                       |            |
| 1998      | Madam Migraine                | Frank Rikkelman         | Kerkplein                                                                                                  | Zandvoort          |                       |            |
| 2001      | Vliegers                      | Linda Verkaaik          | Park Duijnweg bij vijver                                                                                   | Zandvoort          |                       |            |
| 2002      | Herdenkingsmonument           | Kees Verkade            | Verzetsplein                                                                                               | Zandvoort          |                       |            |
| 2004      | Klaas Koper                   | Mara Dominioni          | Gasthuisplein                                                                                              | Zandvoort          |                       |            |
| 2006      | The Sea of She                | Marlène Sjerps          | Boulevard de Favauge                                                                                       | Zandvoort          |                       |            |
| 2009      | Keizerin Elisabeth            | Kitty Warnawa           | Boulevard de Favauge                                                                                       | Zandvoort          |                       |            |
| 2020      | Race against the clock        | Donna Corbani           | boulevard Zandvoort / Burgemeester Fennemaplein                                                            | Zandvoort          |                       |            |
| 2020      | This ain't Johnny Doe         | Marlène Sjerps          | Celsiusstraat                                                                                              | Zandvoort          |                       |            |
| 2021      | Joods Monument                | AG Architecten          | Doctor Johannus G. Mezgerstraat                                                                            | ZandvoortZandvoort | Natuursteen, baksteen |            |
|           | Another Shade of She          | Marlène Sjerps          | Boul. Paulus Loot (z-boulevard                                                                             | Zandvoort          |                       |            |
|           | Een danseres                  |                         | Swaluestraat, binnen                                                                                       | Zandvoort          |                       |            |
|           | Een oosters figuur            |                         | Zeereep, restaurant                                                                                        | Zandvoort          |                       |            |
|           | Fontein                       |                         | Raadhuisplein                                                                                              | Zandvoort          |                       |            |
|           | Loeres                        | Edo van Tetterode       | Boulevard Paulus Loot                                                                                      | Zandvoort          |                       |            |
|           | Moeder en kind                | Frank Rosen             | Swaluestraat, binnen                                                                                       | Zandvoort          |                       |            |
|           |                               |                         | Thijseweg                                                                                                  | Zandvoort          |                       |            |